# Felis lunensis
Felis lunensis, позната и као Мартелијева мачка је изумрла Felidae (мачка) из потпородице Felinae (мале мачке). 

## Еволуција и таксономија
Прије око 12 милиона година, род Felis се појавио и на крају довео до многих модерних малих мачака. Felis lunensis је била једна од првих модерних врста Felis, која се појавила прије око 2,5 милиона година у плиоцену. Фосилни примјерци Felis lunensis су пронађени у Италији и Мађарској. Фосилни докази указују на то да је модерна европска дивља мачка Felis silvestris можда еволуирала из Felis lunensis током средњег плеистоцена. То је довело до тога да се Felis lunensis привремено сматрала подврстом Felis silvestris. 
Felis lunensis први пут описао Алесандро Мартели у 1906. години када је мандибула ископана у плиоцену депозита у близини Оливола у Тоскани. Холотипски примјерак је сада сачуван у збирци Универзитета у Фиренци у Италији.